# Owen Wister
Owen Wister (14 juillet 1860 – 21 juillet 1938) était un écrivain américain dont l'œuvre s'inspire du Far West. Il est né à Philadelphie mais fit ses études en Suisse et au Royaume-Uni, avant de revenir dans son pays. Il fréquenta l'université Harvard.

## Œuvres

### Romans
- The Dragon of Wantley: His Tale (1892)
- Lin McLean (1897)
- The Virginian: A Horseman of the Plains (1902) Publié en français sous le titre Le Cavalier de Virginie, Verviers, Gérard, coll. Marabout no 97, 1958 ; réédition, Paris, Seghers, coll. Nouveaux horizons no 38, 1964
- Philosophy 4: A Story of Harvard University (1903)
- A Journey in Search of Christmas (1904)
- Lady Baltimore (1906)
- Padre Ignacio: or, the Song of Temptation (1911)
- Romney: And Other New Works about Philadelphia (roman inachevé écrit en 1912–1915; paru en 2001)

### Recueils de nouvelles
- Red Men and White ou Salvation Gap and Other Western Classics (1895)
- The Jimmyjohn Boss and Other Stories (1900)
- Members of the Family (1911)
- Safe in the Arms of Croesus (1927)
- When West Was West (1928)
- The West of Owen Wister: Selected Short Stories (1972)

### Poésie
- The Pale Cast of Thought (1890)
- From Beyond the Sea (1890)
- Autumn on Wind River (1897)
- In Memoriam (1902)
- Done In the Open (1902)
- Serenade (1910)
- Indispensable Information for Infants: Or Easy Entrance to Education (1921)

Le Saturday Evening Post, référencé volume 188, Philadelphie, 3 juillet 1915, Number 1 est un numéro spécial qui tire sur 9 pages une contribution de Wister sous le titre « The pentecost of calamity. » Il relate un voyage de l'auteur en Allemagne alors que la guerre se prépare. Ce long article a été traduit en français « La Pentecôte du Malheur », chez Thomas Nelson and sons, 189 rue Saint-Jacques à Paris. Brochure in-octavo de 29 pages, non datée.